# Rio Muxalbiur
O rio Muxalbiur (em armênio: Մուշաղբյուրի գետ; romaniz.: Mušałbyuri get), Xurulal (em armênio: Շուրուլաղ, Šurulał) ou Xurbulal (Շուրբուլաղ, Šurbulał) é um rio da província de Cotaique e em Erevã, na Armênia. Começa nos contrafortes ocidentais das montanhas Guelama e se funde ao Voljaberde à esquerda. O comprimento é de 10 quilômetros.